# Augusteum (Herculaneum)

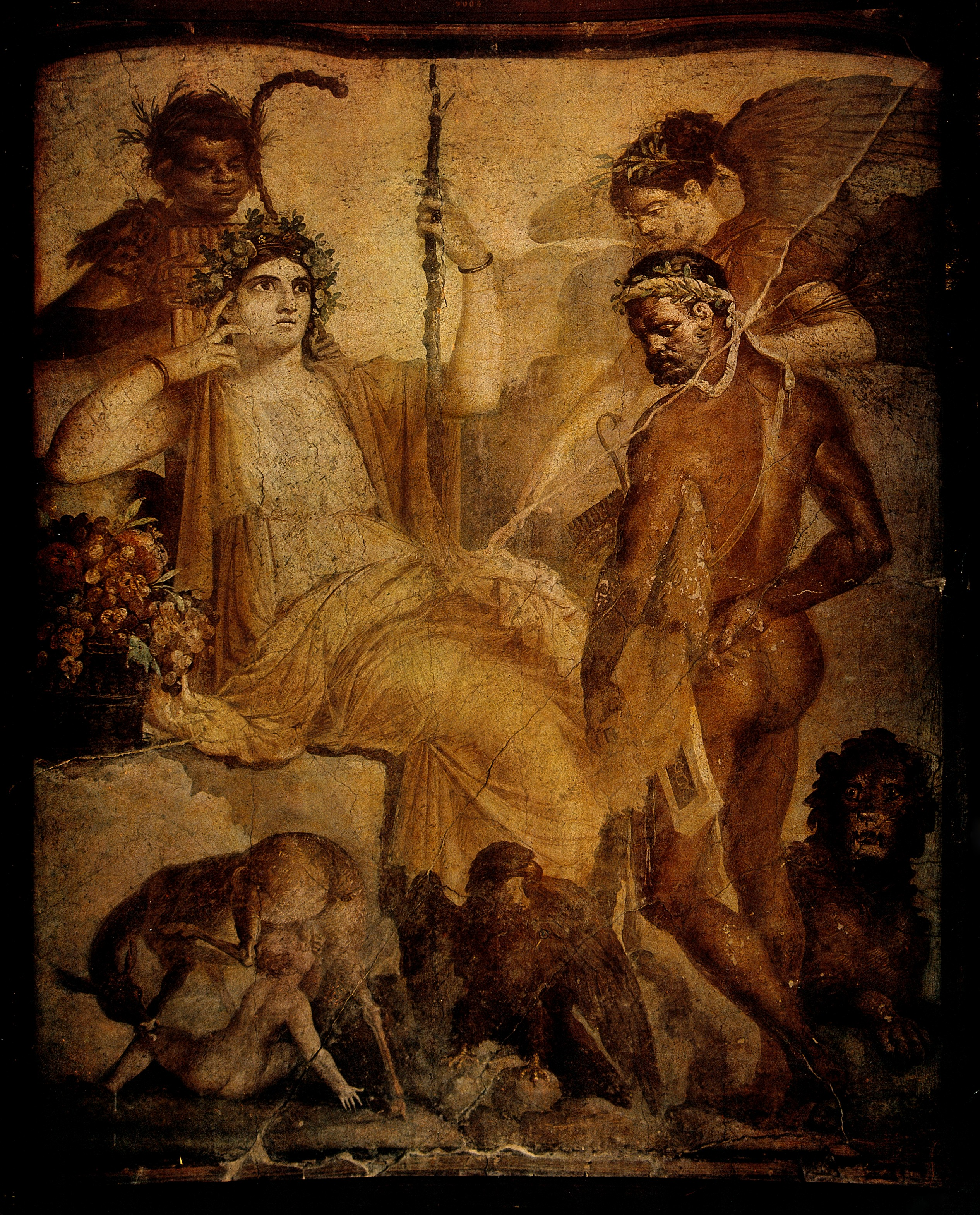
Herakles mit Telephos (Neapel, Archäologisches Nationalmuseum, Inv. 9008)

Das Augusteum (auch oft Basilica genannt) befindet sich in der antiken Stadt Herculaneum und ist zum großen Teil unter der modernen Stadt Ercolano begraben. Der Bau ist der Fundort einer Reihe von Statuen und Malereien, die zu den Meisterwerken der römischen Kunst gehören und häufig in Kunstbüchern abgebildet werden. Die dort gefundenen Kunstwerke bilden heute einen der Höhepunkte des Archäologischen Nationalmuseums von Neapel.
Es handelt sich um einen Bau umstrittener Funktion, weswegen die Benennung in der Literatur unterschiedlich ausfällt. Neuere Überlegungen sehen in dem Bau einen Tempel für den Kaiserkult, weswegen in den letzten Jahren häufiger die Bezeichnung Augusteum verwendet wird, doch ist dies nicht gesichert. Keine Inschrift bestätigt diese Funktion. Der Bau ist vor allem von unsystematischen Grabungen des 18. Jahrhunderts her bekannt. Der Grundriss des Baues ist von Zeichnungen dieser Zeit überliefert, doch sind viele Details unsicher, da die Aufzeichnungen der alten Grabungen unklar und große Teile des Baues heute nicht zugänglich sind. Die Ausgräber des 18. Jahrhunderts schnitten viele Wandmalereien aus den Wänden und brachten sie mit den Statuen nach Neapel. Da von den damaligen Ausgrabungen nur unzureichende Aufzeichnungen vorhanden sind, ist es oftmals nicht möglich, Statuen im Museum von Neapel mit den im Augusteum gefundenen zu identifizieren. Zu etwa derselben Zeit wurde auch das Theater von Herculaneum ausgegraben, wo sich auch viele Statuen fanden.
Aufgrund der Statuen, falls diese zeitgleich mit der Errichtung der Anlage sind, kann angenommen werden, dass das Augusteum um 48/49 n. Chr. erbaut wurde. In der Weiheinschrift für die Statue der Agrippina Minor fehlt der Titel divus. Ihre Statue muss also innerhalb der Regierungszeit des Kaisers (41 bis 54 n. Chr.) gefertigt worden sein. Die Bronzestatue des Claudius ist in das Jahr 48/49 n. Chr. datiert. Verschiedene Reparaturen am Bau mögen aus der Zeit kurz nach dem Erdbeben von 62 n. Chr. stammen. In flavischer Zeit wurden weitere Statuen aufgestellt. Der Bau wurde neu ausgemalt.

## Architektur

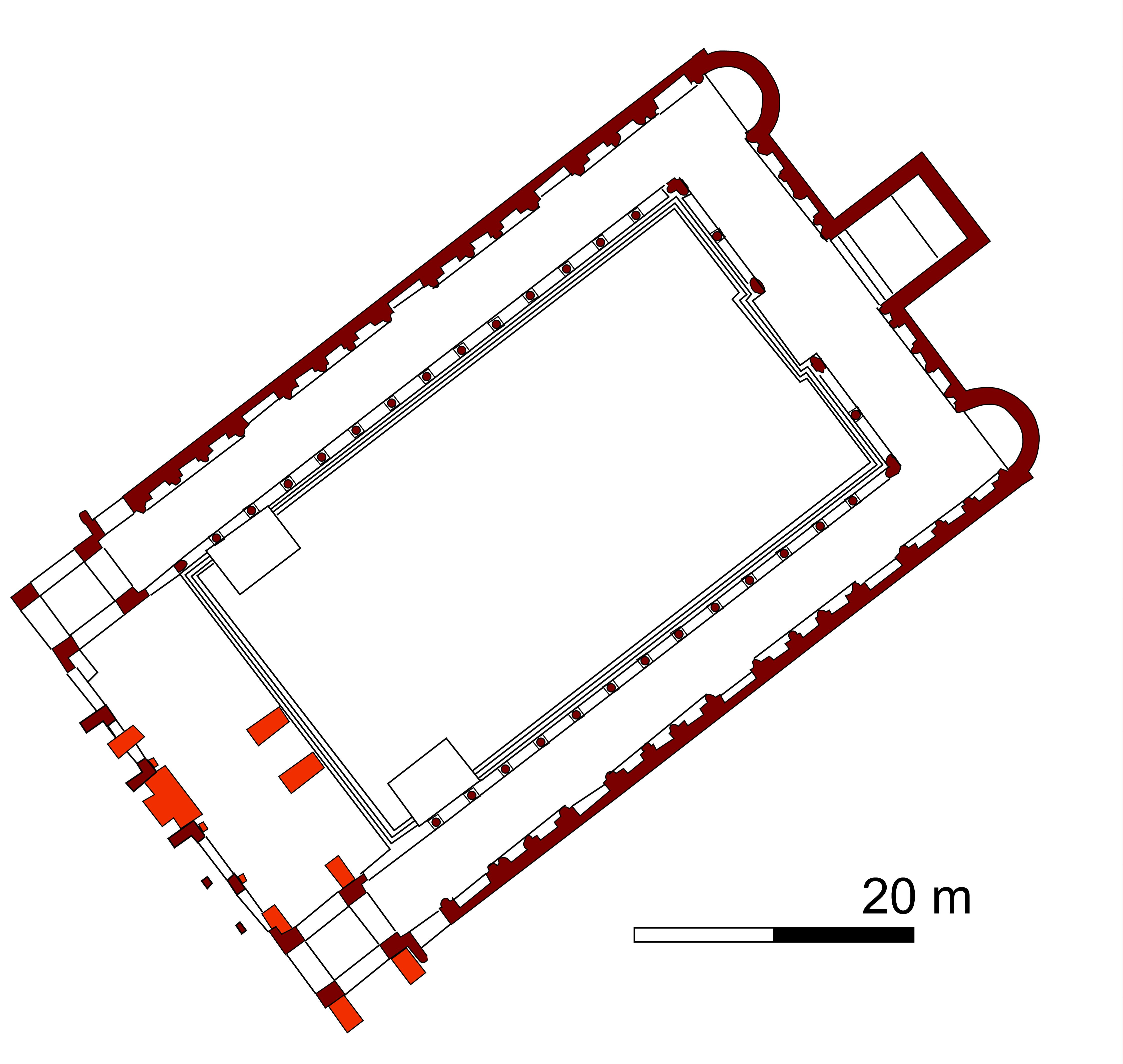
Grundriss

Der Bau wurde ab 1739 von Roque Joaquín de Alcubierre in unterirdischen Stollengrabungen untersucht. Der Offizier Pierre Bardet de Villeneuve, der 1741 die Leitung der Ausgrabungen für den erkrankten Alcubierre übernommen hatte, zeichnete 1744 drei Grundrisse, die die Grundlage für heutige Rekonstruktionen bilden. Bei dem heute als Augusteum angesprochenen, etwa 55 × 38 m großen Bau handelte es sich eventuell um einen freien Platz mit einer Portikus. An der Rückseite befanden sich drei Exedren. Die äußeren bildeten halbrunde Nischen, die mittlere einen annähernd quadratischen Raum. Die Seitenwände des Baues waren mit weiteren, kleineren Nischen ausgestattet, die mit Wandmalereien und Statuen dekoriert waren. An der Frontseite befand sich ein vierstirniger Bogen (Quadrifons). Der reich mit Stuckaturen dekorierte Bogen ist der einzige heute noch zu sehende Teil der Anlage.

## Ausstattung
Nach einer kurzen Inschrift wurde der Bau von Augustalen in claudischer Zeit gestiftet. In der mittleren Exedra standen drei Kolossalstatuen römischer Kaiser. Die originalen Köpfe zweier Statuen fanden sich beschädigt und wurden von Filippo Tagliolini (1745–1809) als Augustus und Claudius ergänzt. Wahrscheinlicher stellten sie aber Augustus und Vespasian dar. Zwischen beiden stand eine Statue des Kaisers Titus. In den beiden anderen Nischen scheint jeweils eine Statue von Augustus und eine von Claudius gestanden zu haben.
Die Nischen an den Längsseiten des Augusteum enthielten Statuen von Mitgliedern der julisch-claudischen Dynastie, die um 50 n. Chr. gestiftet wurden. Nach den Inschriften war der Freigelassene und Augustale Lucius Mammius Maximus ihr Stifter. Von ihm fand sich auch eine Statue im Theater der Stadt.
Aus der letzten Umgestaltungsphase in flavischer Zeit stammen vor allem die Wandmalereien im 4. Stil. Sie zeigen meist mythologische Szenen, darunter befinden sich die Darstellung von Theseus als Befreier, Achilleus und Cheiron sowie Herakles mit Telephos. Der genaue Anbringungsort und die Anordnung vieler dieser Malereien sind unsicher. Im 18. Jahrhundert sind vor allem ganze Gemälde aus der Wand geschnitten worden, wogegen nur einzelne Beispiele der restlichen Wanddekoration Beachtung fanden.

### Statuen in der zentralen Exedra

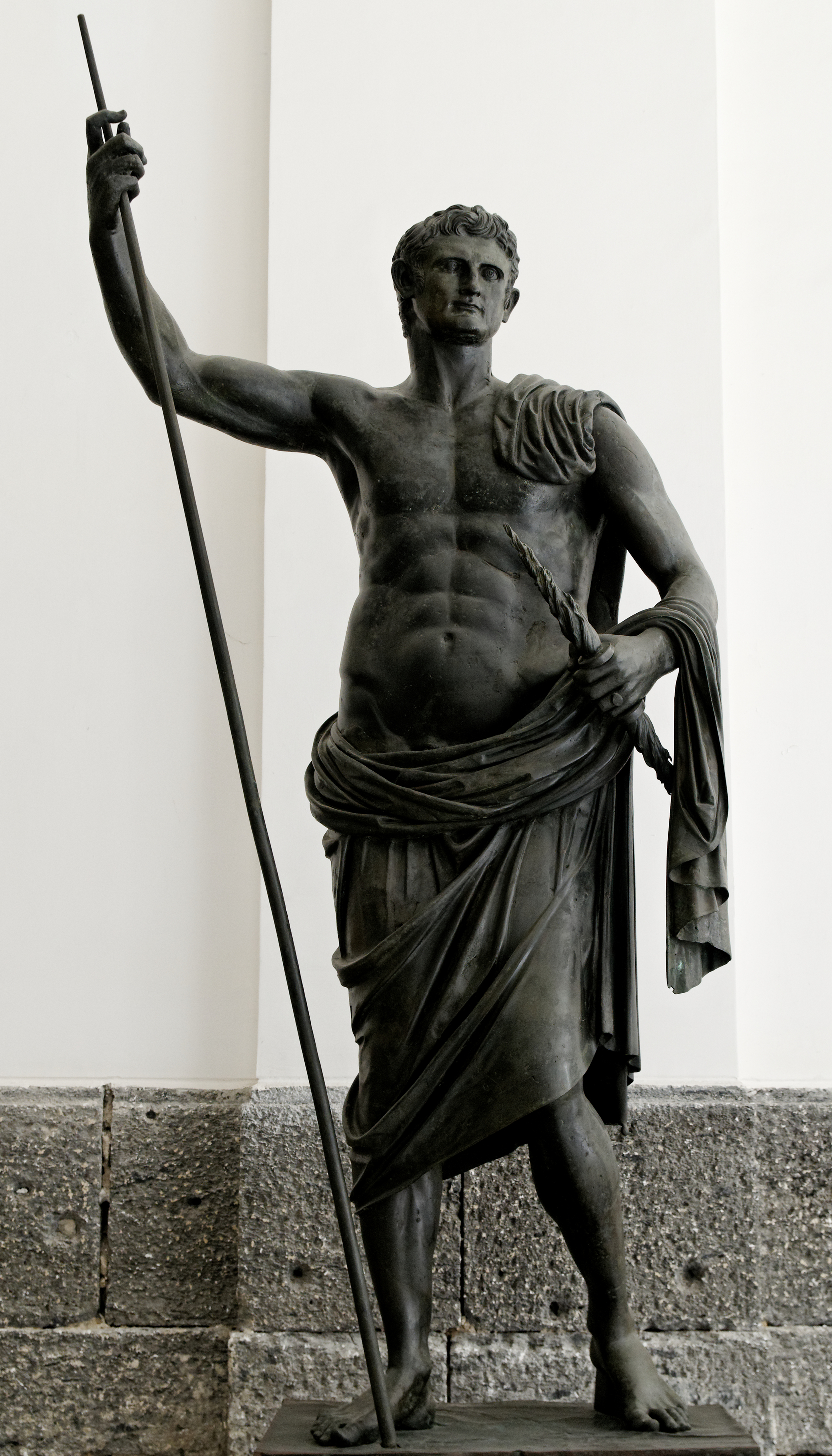
Bronzestatue des Augustus (linke Exedra)
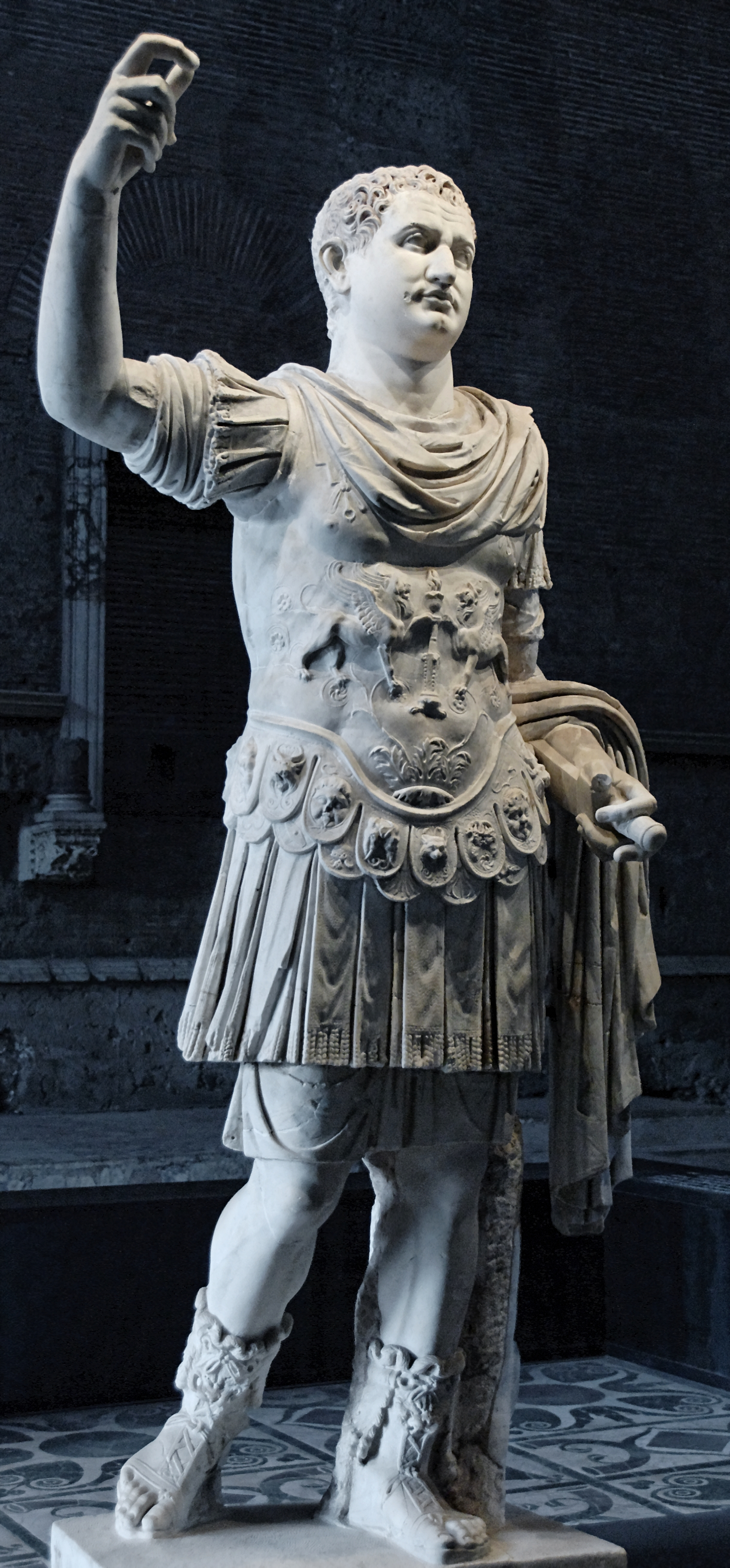
Statue des Titus (zentrale Exedra)
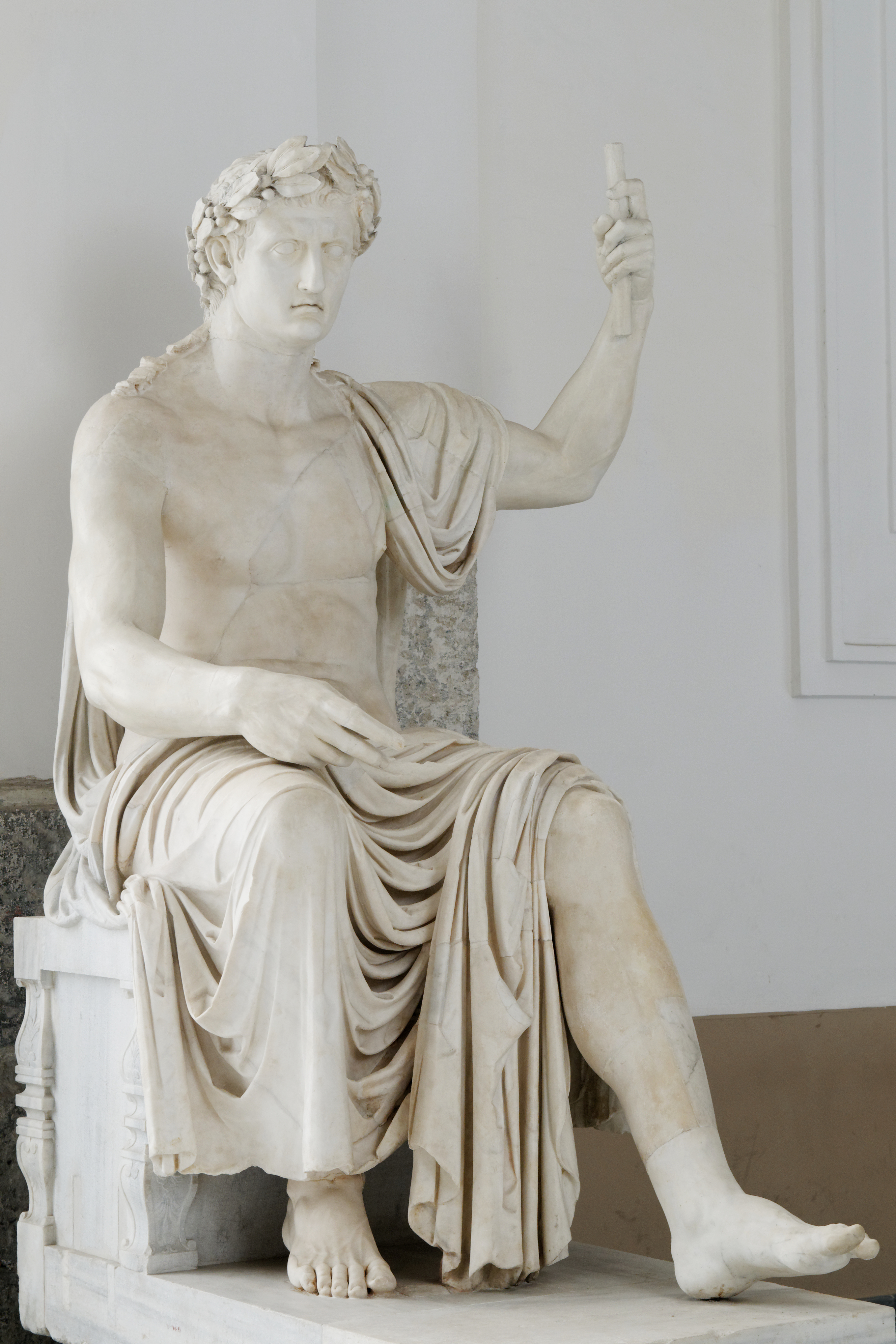
Statue des Augustus, der Kopf wurde im 18. Jahrhundert restauriert (zentrale Exedra)
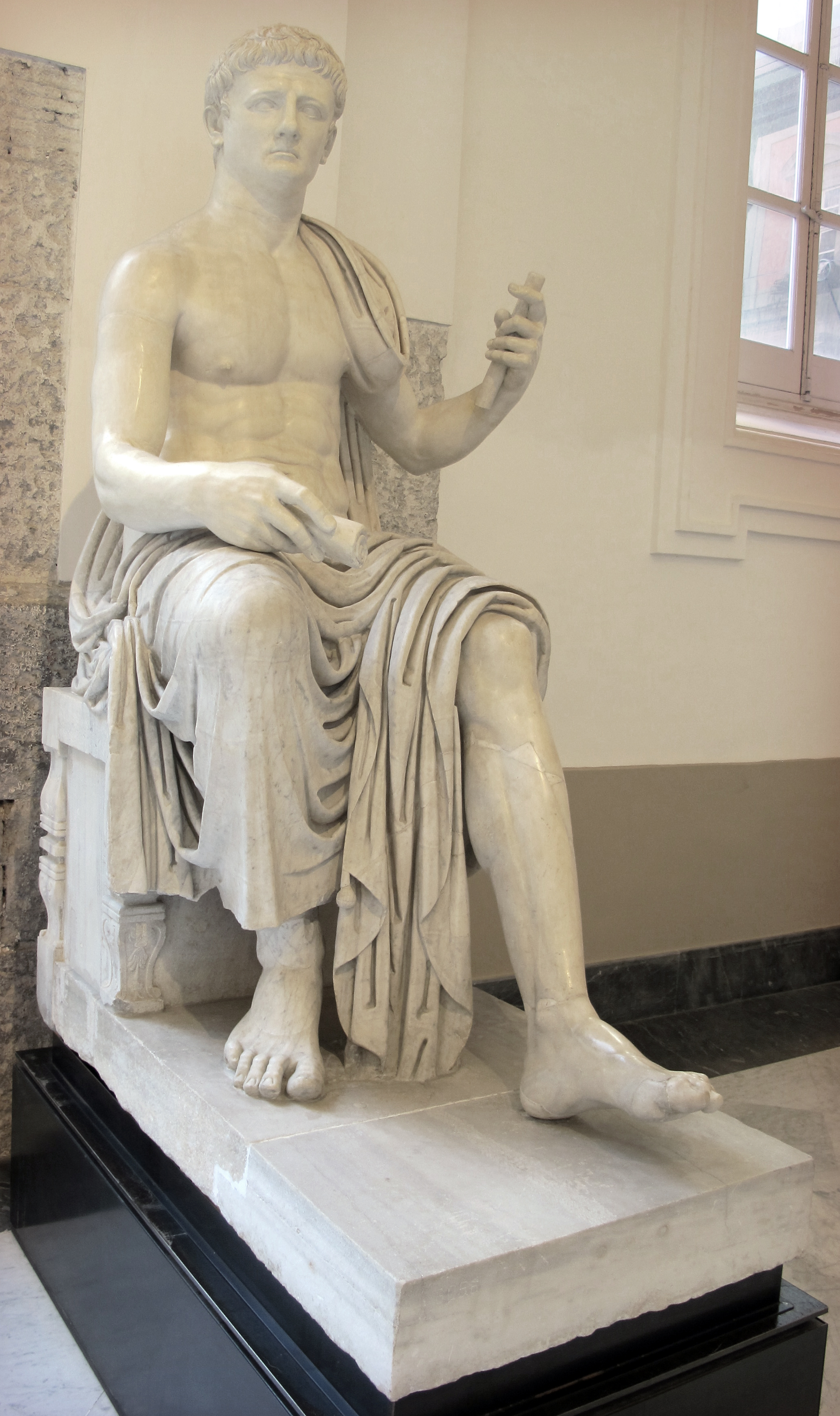
Statue eines Kaisers, im 18. Jahrhundert als Claudius restauriert (zentrale Exedra)
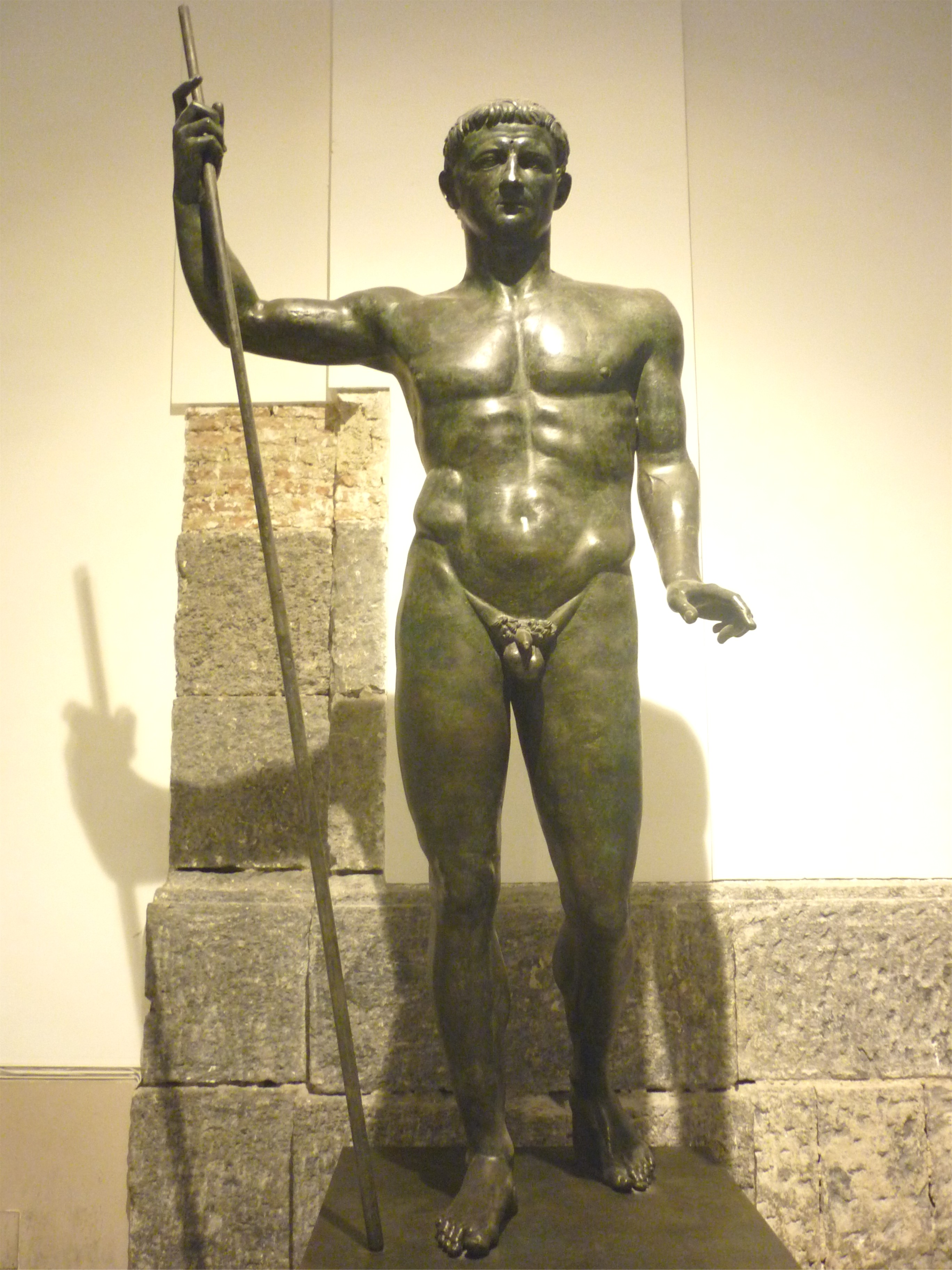
Bronzestatue des Claudius (rechte Exedra)

## Die Malereien

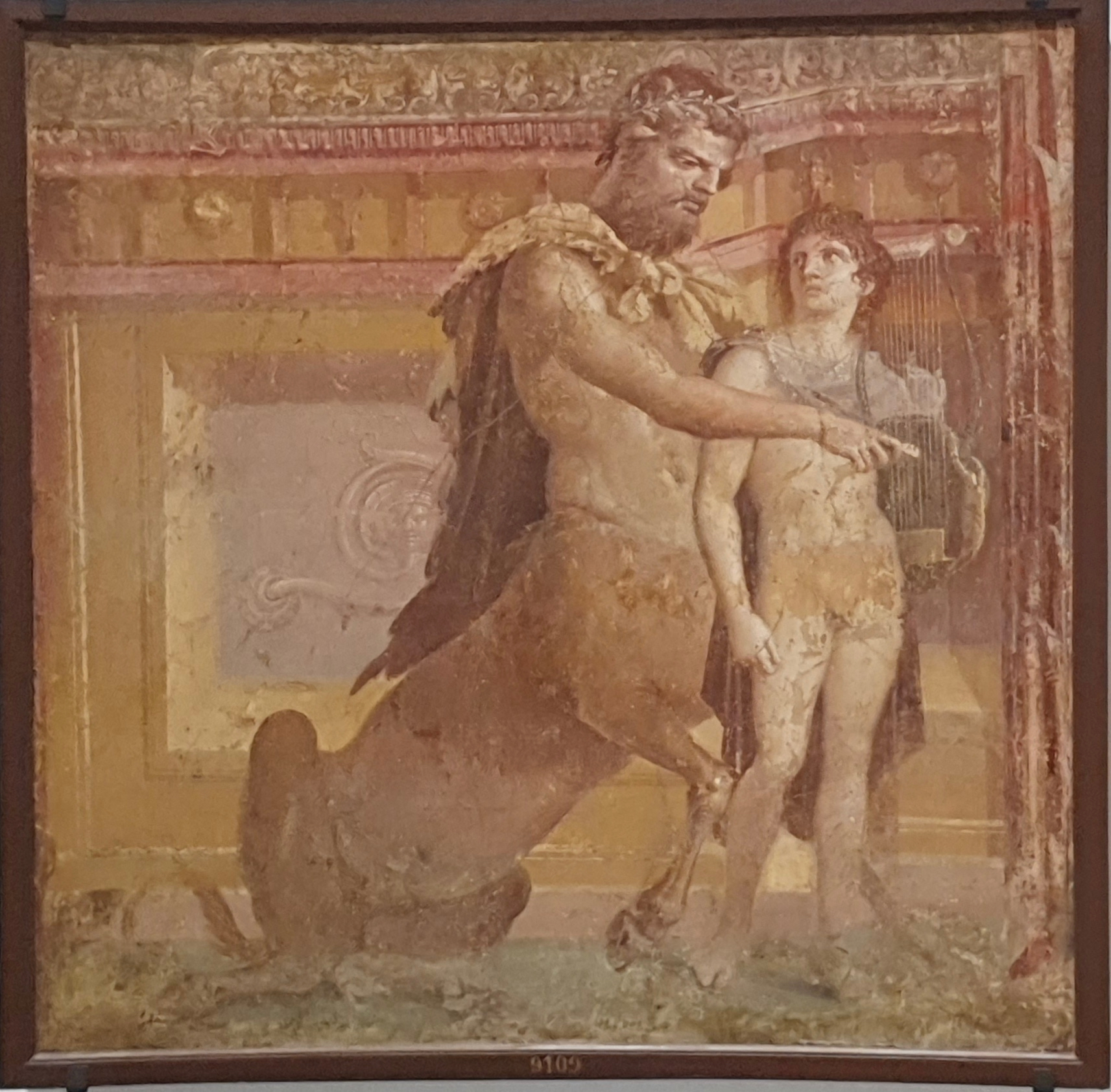
Achilles und Chiron (Neapel, Archäologisches Nationalmuseum, Inv. 9109)

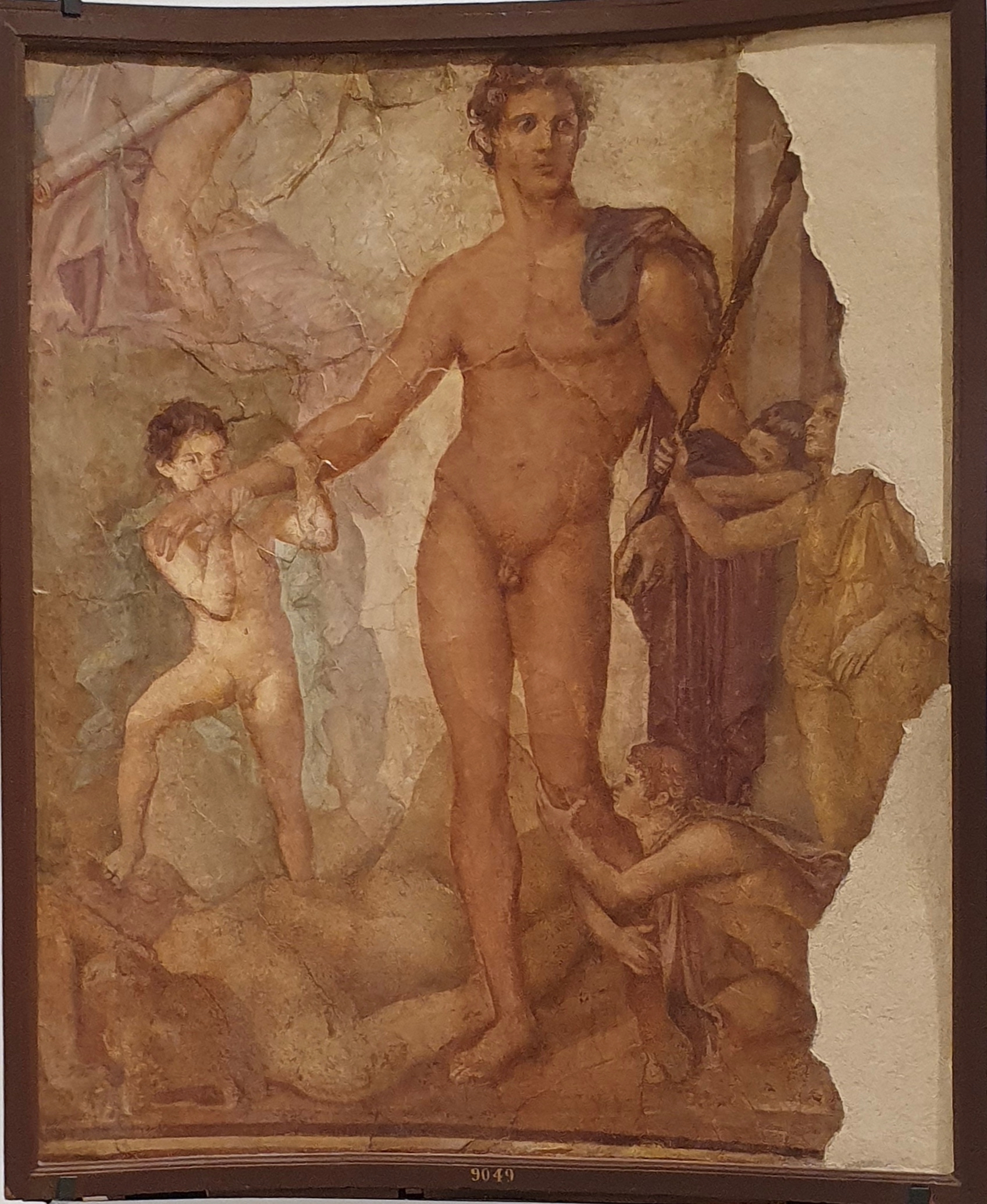
Theseus, der Befreier (Neapel, Archäologisches Nationalmuseum, Inv. 9049)

Das Augusteum war reich mit Wandmalereien im 4. Stil ausgestattet. Berühmtheit erlangte vor allem eine Reihe von aus der Wand geschnittenen Einzelbildern. Zu den Gesamtkompositionen der Wände kann dagegen wenig gesagt werden. Die Nischen an den Längsseiten enthielten großfigurige mythologische Darstellungen (drei Gemälde sind erhalten: Medusa, Admetus und Alkestis, Herakles als Kind kämpft mit Schlangen). In einem Register oberhalb der Nischen befanden sich kleinere Bilder, darunter eventuell die 12 Taten des Herakles. Die Exedren an der Schmalseite des Baues enthielten wiederum großfigurige mythologische Darstellungen (linke Exedra: Achilles und Cheiron, Herakles und Telephos; mittlere Exedra: Zeus in den Wolken; rechte Exedra: Marsyas und Olympos, Theseus, als Befreier).
Das am 28. November 1739 gefundene Bild Achilles und Cheiron befand sich einst in der linken Exedra. Es zeigt den jungen Achilles mit seinem Lehrer, dem Kentauren Cheiron. In der Komposition bilden die beiden Figuren eine Pyramide. Das Bild ist von sehr hoher Plastizität, sodass man vermuten könnte, dass hier ein Rundbild als Vorlage diente. Dies wird durch den Hintergrund unterstützt. Hier ist nicht eine Höhle dargestellt, wo der Mythos die Erzählung ansiedelte, sondern die Wand eines Gebäudes, in der man eine Statuengruppe erwartet. Vielleicht stellt das Bild die Kopie einer Gruppe dar, die nach Plinius (XXXVI, 29) in der Saepta Julia in Rom stand.
Auch aus der linken Exedra stammt das viel größere Bild von Herakles und Telephos: Herakles ist nackt dargestellt und trägt ein Diadem. Sein Sohn Telephos ist zu Füßen der Landesnymphe Arkadia abgebildet, wie er von einer Hirschkuh genährt wird. Hinter Arkadia ist Pan abgebildet. Das Bild ist vielleicht die Kopie eines Gemäldes aus Pergamon. Telephos galt als Stammvater und Gründer von Pergamon, nach pergamenischer Tradition bot auch ein Löwe dem Telephos Milch an. Ein Löwe erscheint auf dem Bild. Neben Herakles befindet sich auch ein Adler, der der Bote des Zeus war. Andere weisen dagegen die Vermutung zurück, dass hier ein Bild aus Pergamon kopiert wurde, und setzen das Original in die augusteische Zeit und sehen hier keine Kopie aus hellenistischer Zeit, sondern eine klassizistische Neuschöpfung.
Die Darstellung des Theseus, als Befreier fand sich in der rechten Exedra. Das etwa zwei Meter hohe Bild zeigt den Helden mit den Athener Kindern. Im Hintergrund ist der gerade getötete Minotaurus zu erkennen. Ganz rechts im Hintergrund erscheint auch das Labyrinth. Links sieht man eine weibliche Gestalt, vielleicht eine Nymphe. Die mächtige Figur des Theseus, die das Bild beherrscht, mag nach den Proportionen auf ein griechisches Vorbild des vierten Jahrhunderts v. Chr. zurückgehen. Allerdings unterscheiden sich die malerischen Effekte deutlich von bekannten Malereien der Spätklassik, sodass auch hier ein hellenistisches oder augusteisches Vorbild nicht gänzlich auszuschließen ist.

### Die Gemälde

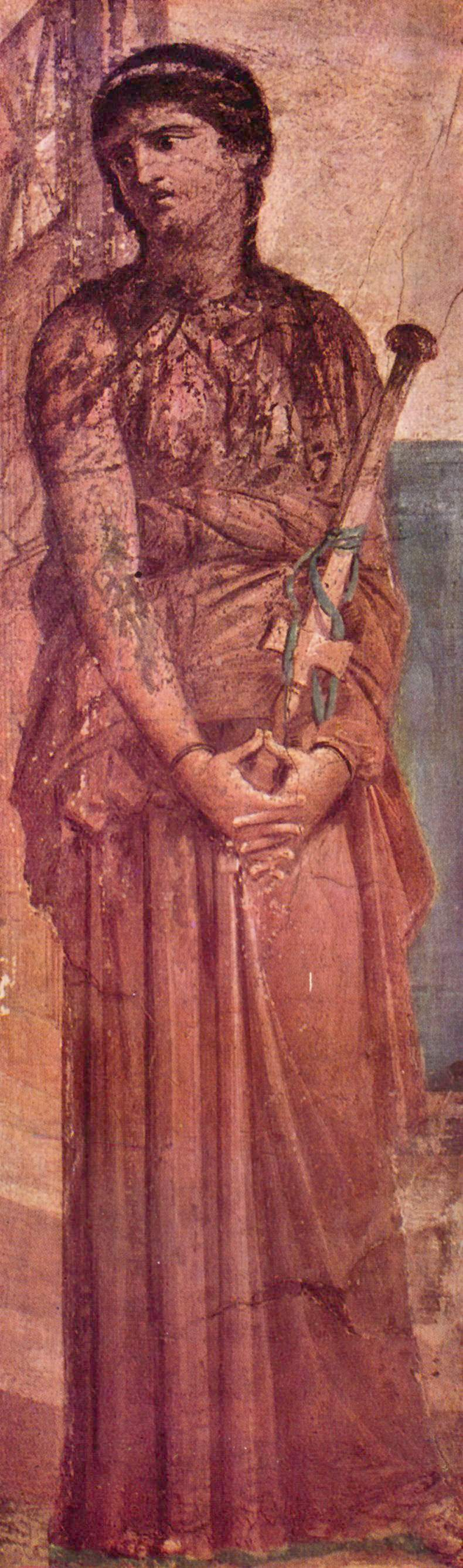
Medusa
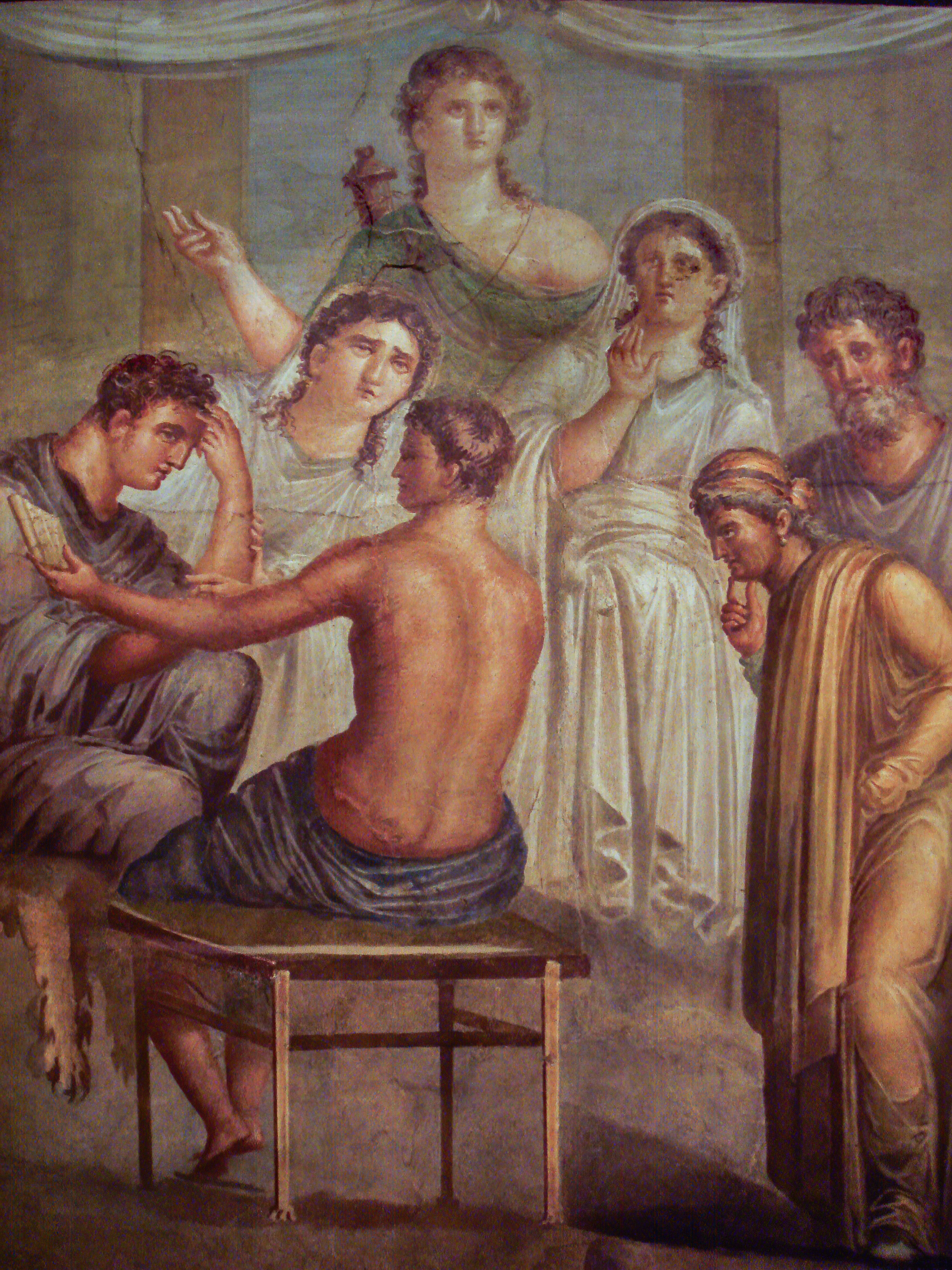
Admetus und Alkestis
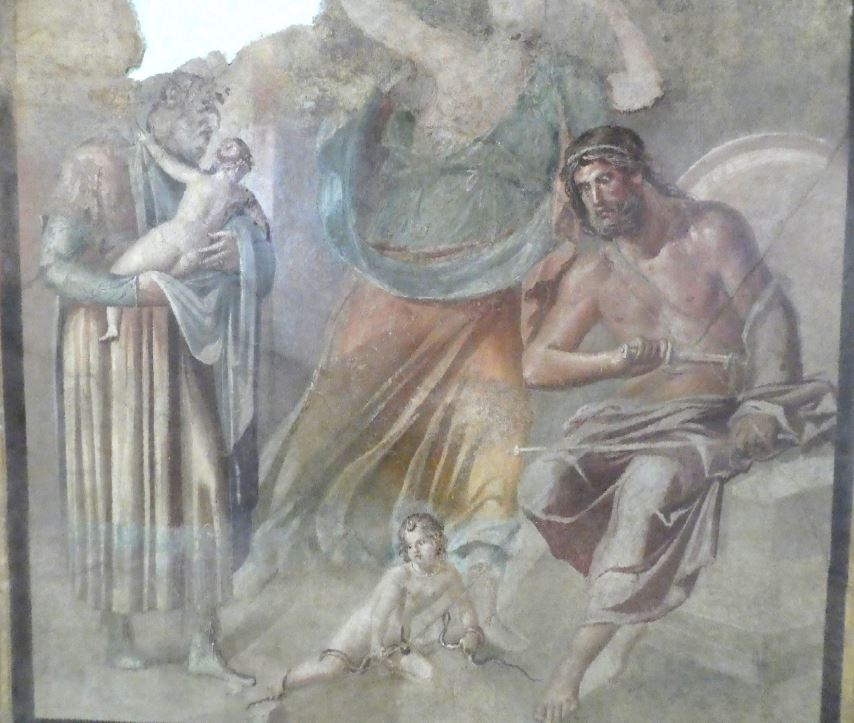
Herakles und Schlangen
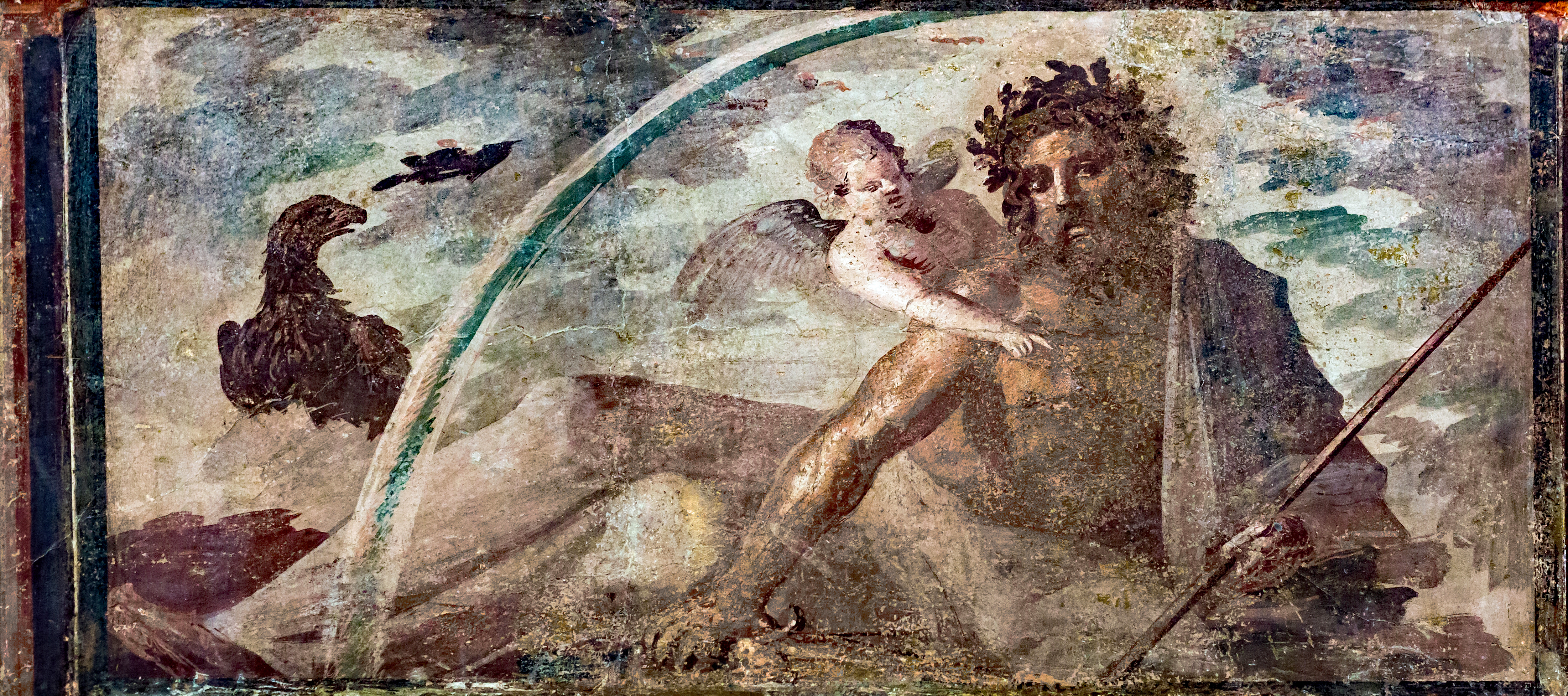
Zeus in den Wolken
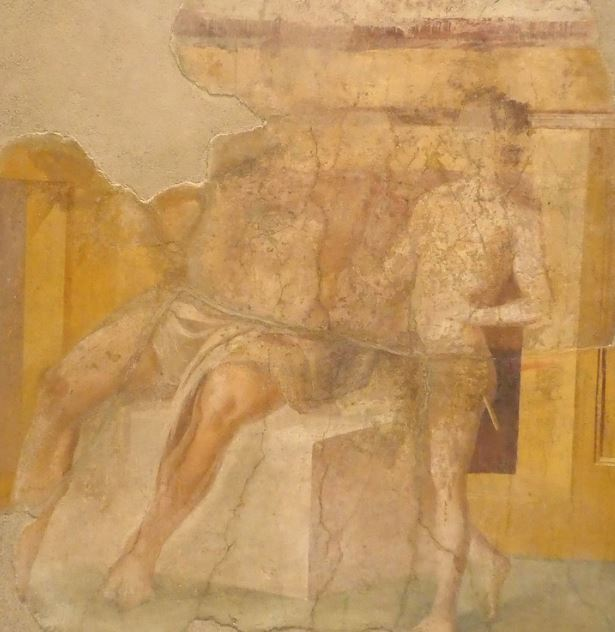
Marsyas und Olympos